# Артабан II (цар Парфії)
Артабан II (парф. Artabān)(10 — 38) — цар царів Парфії з династії Аршакідів. Очолив Парфію внаслідок заколоту проти попередника Вонона (I).

### Походження
Питання генеалогії Артабана наразі залишається дискусійним. З античних джерел відомо, що він був Аршакідом лише по матері, а по батькові — ницого походження (лат. «degenerem», досл. «виродок»). Хоча ці слова у передачі Тацита належать громаді Селевкії, яка підтримувала Тірідата, вони певною мірою відображають ставлення до Артабана парфянської шляхти та власне Аршакідів. Тезу «ницого» походження Артабана наразі відкинуто, той факт, що він посів місце царя Атропатени (принаймні з 8 року) та сам факт таких закидів може свідчити тільки про те, що його батько не був Аршакідом та не належав до жодного зі шляхетних парфянських родів (Карени, Сурени тощо). Щодо батьківського роду існує інтерпретація, побудована на буквальному розумінні тексту Тацита — лат. «Arsacidarum e sanguine apud Dahas adultus excitur» та лат. «quia Hyrcanis Carmaniisque per adfinitatem innexus erat », тобто «по крові Аршакіда, що виріс серед Дагів» та «до Гіркан та Карманіїв, з якими пов'язаний шлюбними союзами». Отже, за цією інтерпретацією Артабан — син принцеси з Аршакідів та представника еліти прикаспійських чи то Дагів, чи Гіркан. Навіть запропоновано бачити цю групу кочовиків як ще один (разом з сімома шляхетними родами) центр впливу у Парфії.
Залишаються відкритими питання й ким була принцеса з Аршакідів. Наразі запропоновано бачити в ній неназвану доньку Фраата (IV).
В контексті припущення щодо належності батька Артабана до дагів чи гіркан, слід зазначити, що у цьому припущені абсолютно проігноровано той факт, що Тацит називає дагами та гірканами будь-який кочовий етнос півночі та сходу Парфії (як приклад — опис походу Вардана, у яких він підкорив дагів біля річки Сінд, яка відокремлює останніх від аріїв. (лат. «… ad flumen Sinden, quod Dahas Ariosque disterminat») Цікавим є й опис Тацитом боротьби за владу між синами Артабана по його смерті, а саме: «Між тим Готарз, отримавши підтримку від дагів та гіркан, поновлює бойові дії, й Вардан, вимушений облишити Селевкію, переносить свій табір на поля Бактрії.» Отже, висновок щодо слабкої поінформованості Тацита у географії Парфії та взагалі сходу залишається актуальним.
Якщо припустити, що Тацит під дагами чи гірканами у цьому описі розумів певну групу (чи певні групи) тохарів, то це пояснить і наявність відомих монет Фраата IV з місцевим докарбуванням у Західній Бактрії, і перебіг династичної війни між його синами, і дасть відповідь на питання, чому саме Артабана було підтримано у Парфії — якщо Артабан походив з невеликого тохарського княжого (ябгу) роду, то він міг бути компромісною фігурою для усіх парфянських родів.

### Захоплення влади та перші роки правління
Вперше Артабана згадано як царя Атропатени у 8 р. Наразі залишається невідомим, коли саме Артабан отримав це царство. Зрозумілим є лише те, що молодого здібного правителя Артабана, враховуючи його походження, ніхто з Аршакідів не сприймав як реального кандидата на владу. Початок його діяльності може бути віднесено як до часів Вонона, так і до часів попередників останнього — Орода, Музи та Фраатака.
Отже, у 8 р. Артабан виступив проти Вонона, який, з одного боку, дратував парфян своїм життям на римський манер, з іншого був родичем скіфського царя, ймовірно родичем Сурена, роду, який так чи інакше контролював останніх Царів Царів ще починаючи з Сінатрука, тобто майже сто років.
У першій битві з Вононом, що сталася 9 р., Артабан зазнав поразки, а Вонон спочатку перекарбував старі монети Музи та Фраатака зображенням крилатої Ніки з пальмовою гілкою у руці, а згодом викарбував в мідійських Екбатанах декілька серій монет з легендою грец. ΒΑΣΙΛΕΥΣ ΟΝΩΝΗΣ ΝΕΙΚΗΣΑΣ ΑΡΤΑΒΑΝΟΝ — Цар Вонон, переможець Артабана.
Але протягом року Артабан вдруге виступає проти Вонона та перемагає його. Вонон спочатку тікає до Селевкії, а згодом, до Вірменії, де посів, на той час спорожнілий трон. Артабан ввійшов до Селевкії і вже 12 р. його було проголошено Царем Царів.
Розуміючи небезпеку від Вонона, Артабан шляхом перемовин з Германіком спочатку переконав римлян у 16 р. прибрати Вонона з Вірменії, а у 18 р. і з римської Сирії. У 19 р., при спробі втечі, Вонона було вбито римським ветераном.
Наступні 15 р. царювання Артабана минули без особливих потрясінь. Відомо декілька повідомлень, які свідчать, що Артабан доволі безжально нищив будь-яку опозицію у парфянській еліті, перш за все серед Аршакідів («Провів опісля жахливу різанину серед перебуваючого у жаху парфянського війська» чи «… не маючи жодного Аршакіда, аби проголосити його у себе верховним володарем, бо більшість з них було винищено Артабаном»). Перший уривок взято з опису перемоги Артабана над Вононом, другий — з подій 35 р., коли Парфію поглинула глибока політична криза, яка тривала ще й за наступників Артабана.

### Криза35-36рр. та останні роки правління
У 35 р. помирає цар Вірменії Арташес III, не залишивши по собі наступника. Артабан, користуючись нагодою, внаслідок певних домовленостей з вірменською аристократією, робить свого первістка, який відомий лише під династичним ім'ям Аршак, царем Вірменії. Розуміючи, що такі дії безумовно спричинять вкрай негативну реакцію Риму, Артабан офіційно зажадав повернення парфянської скарбниці, яку свого часу на терена імперії вивіз Вонон. Ймовірно, цю претензію він бажав зробити головним об'єктом торгів з Римом, змістивши акценти власне з вірменського питання.
Не починаючи відкритого конфлікту, Тиберій пропонує Вірменське царство брату іберійського царя Фарасмана на ім'я Мітрідат. Брати на той час перебували у конфлікті, але, задля такої справи, були примирені імператором. Далі Тиберій направляє до Сирії Луція Вітеллія, який мав контролювати перебіг повернення Вірменії під римський контроль.
Окрім того, Тиберій прийняв у Римі представників парфянської шляхти, які змовилися проти Артабана та шукали в Римі не тільки підтримки, але й потенційного кандидата на трон Парфії з нащадків Фрагата.
Події розгорталися блискавично. Брати Фарасман та Мітрідат організовують отруєння Аршака, захоплюють столицю Арташату та проголошують Мітрідата царем. Артабан, як тільки йому стало відомо про події у Вірменії, відправив до неї свого сина Орода з військом. Але спільне військо іберів, альбанів та найманців-сарматів з Передкавказзя розбивають парфянське військо Орода.
Одночасно з цим Луцій Вітеллій активно поширює чутки про заплановане вторгнення римських легіонів з Сирії до Межиріччя, що примусило Артабана, який на початок 36 р. зазнав декількох поразок від Фарасмана та його спільників у Вірменії, залишити останню ні з чим.
Поразка у вірменській кампанії дала підстави для відкритого виступу парфянської шляхти. Артабан відступив до північно-східних кордонів з невеликим загоном особистих охоронців.
У тому ж 36 р. До Селевкії, яка постала проти Артабана ще рік тому, прибув вихований у Римі онук Фрагата на ім'я Тірідат, якого підтримувала партія заколотників, очолювана представниками роду Сурена. У Селевкії Сурена офіційно коронували Тірідата. Але вже на час коронації, частина заколотників, не бажаючи нового значного підсилення представників Сурена та заздрячи їм, порушила погоджені домовленості, та відправила посланців до Артабана, обіцяючи йому підтримку у разі повернення.
Артабан, «досвідчений у царюванні, побачив і фальшиву любов, і щиру ненависть» та, зібравши військо, рушив на захід, повертаючи собі прихильність підданих. Заколотники разом з Тірідатом почали відступ до кордонів з імперією, який дуже швидко перетворився на ганебну втечу.
Отже, до кінця 36 р. Артабан номінально повернув собі владу у Парфії, але так до кінця і не впоравшись з накопиченими проблемами — повстання у Селевкії, яка ще тривалий час й по його смерті не визнаватиме Аршакідів, сепаратизм аристократії і досить несприятливу економічну ситуацію, на користь чого свідчать нумізматичні джерела.
Помер Артабан у 38 р. у дуже незвичний для царів-нащадків Сінатрука спосіб — природною смертю. Наслідував йому його син Готарз.